# Antoni Huguet Regué
Antoni Huguet Regué (Barcelona, 7 de gener de 1862 - Reus, 30 de maig de 1937) fou un polític reusenc, de professió mestre.
El 1884 va obrir una escola privada a Reus que encara dirigia el 1912. El 1920 va ser nomenat professor de comptabilitat a l'Escola d'Arts i Oficis. El 8 d'octubre de 1923 va ser nomenat cinquè tinent d'alcalde d'Enric Oliva Julià a Reus, convocat pel comandant militar de la plaça després del cop d'estat de Primo de Rivera. Un càrrec que va deixar a l'inici de febrer del 1924. En documents d'època s'utilitza sovint l'ortografia Antonio Huguet Ragué.
Va ser un polític republicà que va promoure dins de Reus l'agrupació de diferents grups republicans. Durant la segona república va ser breument alcalde de la mateixa ciutat. Va contribuir de forma directa a la construcció del pantà de Riudecanyes. Durant els Fets del sis d'octubre de 1934 va intentar conciliar polítics republicans i de la Lliga Catalana, el 10 d'octubre l'ajuntament va ser destituït per ordre de l'autoritat militar, només van quedar en els seus càrrecs els dos regidors de la Lliga, i va ser designada una comissió gestora presidida per ell, que el 17 d'octubre va formar govern a la ciutat de Reus ja com a alcalde durant un molt breu lapse de temps. Dues setmanes després va ser destituït i reemplaçat per Pere Jordana Borràs del Partit Radical.
El seu fill Josep va morir el 1941 a Sant Miquel dels Reis (València), una presó franquista a l'edat de 48 anys. El seu net, Josep-Albert, va recollir en un llibre la correspondència des de la presó, l'any 2011, quan es van complir 75 anys des de l'inici de la Guerra Civil, data que va passar pràcticament inadvertida.